# Anton Feith
Anton Feith (* 20. Oktober 1872 in Köln; † 26. Januar 1929 in Paderborn) führte die Eggert Orgelbau-Anstalt in Paderborn von 1902 bis zu seinem Tod fort. Er und sein Sohn Anton Feith II., der das Unternehmen bis 1972 leitete, bauten um die 800 Orgeln, vor allem in der Orgellandschaft Westfalen und Lippe und im Ruhrgebiet. Das Unternehmen exportierte nach Belgien, in die Niederlande und nach Japan.

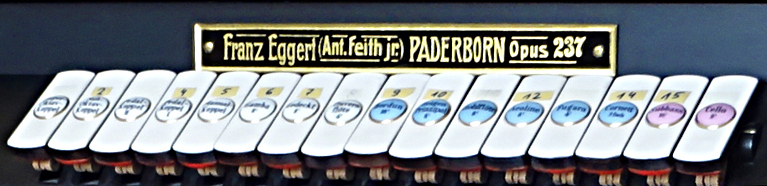
Orgelaufschrift St.-Marien-Kirche (Güsten)

## Leben und Werk

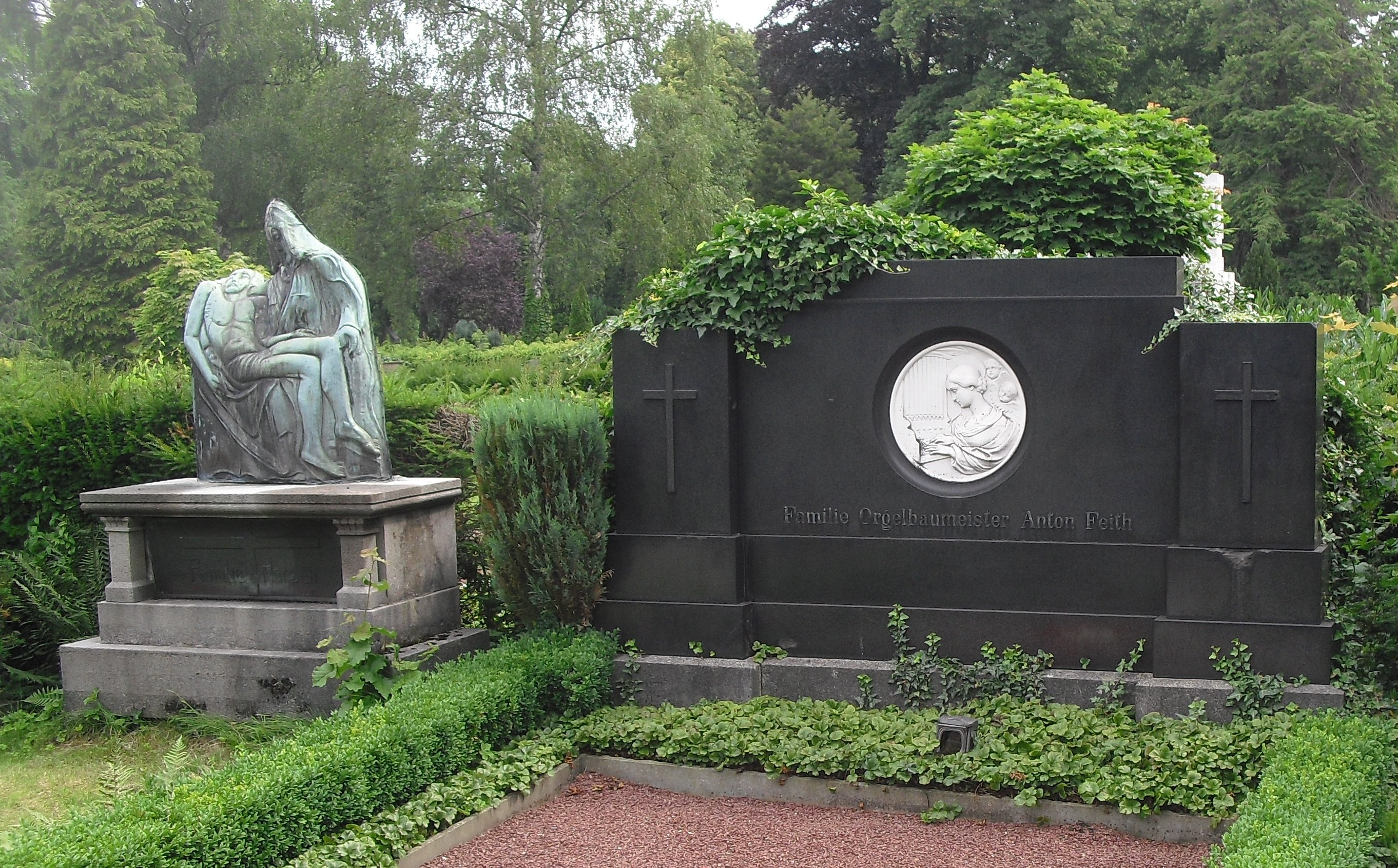
Grabmal der Familie Feith auf dem Ostfriedhof in Paderborn

Die Firma ist aus der Eggert Orgelbau-Anstalt entstanden, die 1840 von Karl Joseph Eggert (* 18. Januar 1808; † 16. Dezember 1886) in Paderborn gegründet und von dessen Sohn Franz Eggert (* 9. März 1849; † 13. Oktober 1911) im Jahr 1874 fortgeführt wurde. Aus gesundheitlichen Gründen und weil er kinderlos blieb, wurde das Unternehmen im Jahr 1902 an den Orgelbauer Anton Feith verkauft. Feith wurde in Köln als Sohn eines Kaufmanns geboren und erlernte nach dem Gymnasium bei Schlimbach in Würzburg den Orgelbau. Danach arbeitete er bei der Firma Fabritius in Kaiserswerth und machte sich 1897 in Köln-Ehrenfeld selbstständig. Nachdem Feith 1902 die Firma von Eggert übernommen hatte, errichtete er 1906 eine große Fabrikationshalle. Da Feith bis 1907 unter dem Namen Franz Eggert unterzeichnete, wurden etliche zwischen 1902 und 1907 entstandenen Instrumente falsch zugeordnet. Feith schuf Werke im Stil der Spätromantik. Bis zum Jahr 1930 entstanden mehr als 600 neue Orgeln.
Nach dem Tod des Vaters übernahm sein Sohn Anton Feith II. (* 1902 in Paderborn; † 1979 ebenda) die Firma und leitete sie bis 1972. Seine Ära ist von der Herrschaft der Nationalsozialisten und der Nachkriegszeit geprägt. 1939 musste das Unternehmen mit 59 Angestellten geschlossen werden, da Feith II. in die Wehrmacht eingezogen wurde. Der Betrieb wurde 1946 wieder aufgenommen und hatte 1960 wieder 45 Mitarbeiter. Nach den Zerstörungen des Zweiten Weltkriegs gab es einen großen Bedarf an Orgelneubauten, besonders in den großen Städten. Zwischen 1902 und 1972 wurden um die 800 neue Orgeln gebaut. Ab 1961 kamen wieder Schleifladen zum Einsatz. Wegen der Kinderlosigkeit von Feith II. übernahm Siegfried Sauer im Jahr 1973 den Betrieb und verlegte die Werkstatt nach Ottbergen. Seit 1999 firmierte das neugegründete Unternehmen unter dem Namen Westfälischer Orgelbau S. Sauer.

## Werkverzeichnis (Auswahl)
Die Liste bietet eine Auswahl an Neubauten
| Jahr      | Ort                    | Kirche                                | Bild | Manuale | Register | Bemerkungen |
| --------- | ---------------------- | ------------------------------------- | ---- | ------- | -------- | --- |
| 1904      | Altenbochum            | Liebfrauenkirche                      |      | II/P    | 35       | 1954 um 12 Register erweitert; 1973 und 1986 Renovierungen; 1998 Instandsetzung durch S. Sauer unter Einbeziehung von 20 alten Registern, 23 neue Register |
| 1906      | Wernigerode            | St. Marien                            |      | II/P    | 18       | →Orgel |
| 1907      | Alfen                  | St. Walburga                          |      | II/P    | 20       | |
| 1910      | Klein Oschersleben     | St. Marien                            |      |         |          | Opus 193, im Herkunftsort des Firmengründers |
| 1910      | Borgholz               | Mariä Verkündigung                    |      | II/P    | 19       | |
| 1910      | Schwelle-Holsen        | Philippus Neri                        |      | II/P    | 16       | |
| 1910      | Bad Oeynhausen         | St. Cosmas und Damian                 |      | II/P    | 11       | |
| 1911      | Bad Lippspringe        | St. Martin                            |      | III/P   | 41       | hinter neugotischem Prospekt; 1975 tiefgreifender Umbau durch Franz Breil; 85 % des Pfeifenmaterials erhalten |
| 1912      | Streithausen           | Abtei Marienstatt                     |      | III/P   | 45       | als Chororgel für die Abteikirche erbaut, 1950 von Anton Feith II. Dispositionsänderungen, 1965 Umsetzung nach St. Peter in Köln-Ehrenfeld, dort 1987/1988 Erweiterungsumbau (IV/P/46) durch S. Sauer hinter einem neugotischen Prospekt aus den Niederlanden |
| 1913      | Alhausen               | St. Vitus                             |      | II/P    | 20       | 1966 durch eine Elektronenorgel ersetzt |
| 1914      | Bochum                 | Redemptoristenkloster                 |      | IV/P    | 80       | |
| 1915      | Dortmund               | St. Antonius                          |      | II/P    | 28       | elektropneumatische Kegelladen |
| 1915      | Wetter (Ruhr)          | St. Peter und Paul                    |      | II/P    | 20       | op. 253 |
| 1916      | Berlin-Oberschöneweide | St. Antonius                          |      | II/P    | 24       | op. 254 →Orgel |
| 1916      | Waldfeucht             | St. Lambertus                         |      | II/P    | 15       | |
| 1920er    | Alsleben (Saale)       | St. Elisabeth                         |      | II/P    | 8        | Pneumatische Kegellade, Schwellwerk; 2016 Instandsetzung |
| 1921      | Greffen                | St. Johannes der Täufer               |      | II/P    | 18       | op. 288, 1987 ersetzt |
| 1922      | Herne                  | Herz-Jesu                             |      | II/P    | 30       | |
| 1923      | Wachstedt              | St. Michael                           |      | II/P    | 17       | Ursprünglich als Dachbodenorgel erbaut. 2006 durch Orgekbau Brode auf die Empore hinter einen neuen neugotischen Prospekt versetzt. |
| 1923      | Güsten                 | St. Marien                            |      | II/P    | 11       | Opus 237, nach verschiedenen Veränderungen 2010 durch die Orgelbaufirma Baumhoer aus Salzkotten (Nordrhein-Westfalen) restauriert und hochromantischen Klang wieder hergestellt |
| 1924      | Dortmund               | Trauerhalle im Hauptfriedhof          |      | II/P    | 10       | Tonhallenorgel im Generalschweller; erhalten |
| 1924      | Iserlohn               | St. Aloysius                          |      | III/P   | 46       | |
| 1924      | Großalsleben           | Herz Jesu                             |      |         | 12 ?     | Am 9. November 1924 eingeweiht. |
| 1924      | Birkenfelde            | St. Leonhard                          |      | II/P    | 14       | Das Pfeifenwerk befindet sich hinter der Empore im Turmraum (Tonhallenorgel) und besaß ursprünglich einen Generalschweller. Dieser wurde Mitte des 20. Jahrhunderts entfernt und der aktuelle Prospekt eingebaut. |
| 1924–1926 | Paderborn              | Paderborner Dom                       |      | V/P     | 109      | Die drei räumlich getrennten Orgeln – Turmorgel (III/66), Chororgel (II/33), Kryptaorgel (I/10) – befanden sich jeweils vollständig in räumlich abgetrennten Generalschwellwerken ohne Prospektpfeifen. Sie waren von einem fünfmanualigen elektrischen Generalspieltisch (1926) aus zusammen spielbar. Die Orgelanlage wurde 1945 zerstört. |
| 1925      | Berlin-Wilmersdorf     | St. Marien                            |      | III/P   | 48       | 1979 von Arndt Stephan in einigen Registern klanglich aufgehellt und erweitert, historisches Pfeifenmaterial und spätromantische Klangcharakteristik blieb dabei jedoch weitgehend erhalten. 2018/19 Generalsanierung durch Orgelbau Karl Schuke, Berlin, teilweise historische Rekonstruktionen. Heute 52 Register zuzüglich zwei Extensionen und historischer Celesta Feiths. Klingende Pfeifen befinden sich fast vollständig in zwei Generalschwellwerken im Kirchturm. → Orgel |
| 1926      | Gelsenkirchen          | St. Augustinus                        |      | IV/P    | 66       | St. Augustinus wurde 1944 bis auf die Umfassungsmauern zerstört (siehe Artikel zur Kirche). |
| 1927      | Halle-Giebichenstein   | St. Norbert                           |      | II/P    | 22       | Dachbodenorgel, 1989 durch Neubau auf der Empore ersetzt, stillgelegt weitgehend vorhanden |
| 1928      | Niesen                 | St. Maximilian                        |      | II/P    | 16       | |
| 1928      | Herringen              | Heilig Kreuz                          |      | II/P    | 15       | pneumatische Kegelladen; 1956 Erweiterung durch Stockmann |
| 1928–1929 | Neheim                 | St. Johannes Baptist                  |      | III/P   | 58       | mehrfach restauriert und umgebaut, 1980 neuer Prospekt von S. Sauer; heute (IV/P/70) |
| 1929      | Niigata,Japan          | Niigata Kathedrale                    |      | I/p     | 5        | Das Instrument ist eine der ältesten in Japan noch verwendeten Pfeifenorgeln mit pneumatischer Traktur. |
| 1930      | Steinfeld (Oldenburg)  | St. Johannes Baptist                  |      | II/P    | 35       | Im Generalschweller. |
| 1930      | Geisleden              | St. Cosmas und Damian                 |      | II/P    | 29       | [ 17 ] |
| 1931      | Ershausen              | St. Johannesstift                     |      | II/P    | 10 (11)  | Dachbodenorgel |
| 1932      | Gernrode               | St. Stephan                           |      | II/P    | 26 (27)  | Neubau |
| 1933      | Köthen (Anhalt)        | St. Maria Himmelfahrt                 |      | II/P    | 29       | 1963 Umbau und Dispositionsveränderung durch Reinhard Adam, Halle; 2008/2009 Rückführung und Restaurierung durch Orgelbau Reinhard Hüfken, Halberstadt |
| 1933      | Dingelstädt            | St. Gertrud                           |      | III/P   | 44       | Ursprünglich vollständig im Generalschweller; Nach verschiedenen Veränderungen 2006–2009 von Karl Brode (Heiligenstadt) originalgetreu restauriert. →Restaurierung →Orgel →Orgel |
| 1936      | Höxter                 | St. Nikolai                           |      | II/P    | 29       | im historischen Prospekt von Berenhard Klausing (Herford, 1711); von Siegfried Sauer (Ottbergen, 1973, III/P 32) umgebaut |
| 1937      | Hüsten                 | St. Petri                             |      | II/P    | 30       | 2018 erweitert |
| 1939      | Ostenfelde             | St. Margaretha                        |      | II/P    | 28       | Prospekt und einige Register der Orgel von Carl August Randebrock (Paderborn) aus dem Jahr 1864. Im Jahr 2010 Restaurierung und neue Fassung durch Fa. Sauer. |
| 1950      | Hemer                  | St. Petrus Canisius                   |      |         |          | |
| 1953      | Gelsenkirchen          | St. Augustinus                        |      | IV/P    | 72       | 1989/1989 von Stockmann erweitert |
| 1958      | Hüsten                 | Heilig Geist                          |      | III/P   | 32       | |
| 1959      | Herne                  | Herz-Jesu                             |      | III/P   | 36       | |
| 1960      | Warstein               | St. Pankratius                        |      | IV/P    | 63 (64)  | |
| 1960      | Kassel                 | Sankt Joseph                          |      | III/P   | 28       | Geplant mit 28 Registern auf drei Manualen, aber aus Kostengründen zunächst nur mit 22 Registern auf zwei Manualen und Pedal gebaut. 1979 wurde ein Unterwerk mit sechs Registern hinzugefügt. Das Schwellwerk ist in einem eigenen Raum hinter dem Hauptwerk untergebracht. Die Disposition stammt vom damaligen Kantor von Sankt Joseph Franz Mohr. 2017 wurde die Orgel von der Firma Krawinkel grundlegend saniert, aber nicht verändert. Das Instrument ist denkmalgeschützt.  |
| 1970      | Brilon                 | Propsteikirche St. Petrus und Andreas |      | III/P   | 40       | |
| 1972      | Altenbeken             | Heilig-Kreuz-Kirche                   |      | II/P    | 24       | [ 21 ] |